# The FBIs

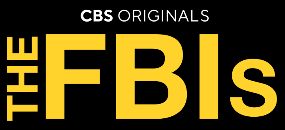
Logo del franchise

Il franchise FBI è un media franchise statunitense composto, ad oggi, da tre serie televisive, trasmesse sulla CBS. È iniziato con la première di FBI nel 2018 e da allora è stato ampliato con gli spin-off FBI: Most Wanted e FBI: International.
Dick Wolf ha creato FBI assieme a Craig Turk ed FBI: International con Derek Haas, mentre FBI: Most Wanted è stato creato da René Balcer. Tutte e tre le serie sono prodotte da Wolf Entertainment e trattano diversi aspetti di avventure che si svolgono nell'ambito del Federal Bureau of Investigation (FBI).
Il franchise è collegato a One Chicago della NBC (anch'esso prodotto dalla Wolf Entertainment) e di conseguenza anche al franchise di Law & Order, attraverso l'apparizione di Tracy Spiridakos in FBI, nei panni della detective Hailey Upton, personaggio che interpreta in Chicago P.D..

## Serie televisive
- FBI (2018 - in produzione)
- FBI: Most Wanted (2020 - 2025)
- FBI: International (2021 - 2025)